# Санда (река, впадает в Сегозеро)
Санда — река в России. Длина реки составляет 22 км, площадь водосборного бассейна — 151 км².
Протекает в Республике Карелия по территории Медвежьегорского района в северном направлении. Впадает в озеро Сегозеро в 2 км к северу от посёлка Евгора.

## Притоки
(расстояние от устья)
- 1,7 км — река Педаядеги (пр)

## Данные водного реестра
По данным государственного водного реестра России относится к Баренцево-Беломорскому бассейновому округу, водохозяйственный участок реки — Сегежа до Сегозерского гидроузла, включая озеро Сег-озеро. Речной бассейн реки — бассейны рек Кольского полуострова и Карелии, впадает в Белое море.
Код объекта в государственном водном реестре — 02020001112102000005708.